# Juan Velasco Alvarado
Juan Francisco Velasco Alvarado (16. června 1910 Piura – 24. prosince 1977 Lima) byl peruánský generál a politik. Chopil se moci v roce 1968 vojenským státním převratem a zahájil období tzv. Revoluční vojenské vlády.

## Biografie
V letech 1968 až 1975 vládl Peru jako „prezident revoluční vlády“. Za vlády předchozího prezidenta Fernanda Belaúndeho se v zemi prohlubovalo politické napětí. To vyvrcholilo sporem o znárodnění ropného průmyslu, který se skupině vojáků vedené Velascem Alvaradem stal záminkou k puči 2. října 1968. Levicová vojenská junta pak peruánskou ropu obratem znárodnila, pak provedla i rozsáhlou pozemkovou reformu a navázala úzkou spolupráci se Sovětským svazem. Hospodářsky však vláda nebyla úspěšná a 29. srpna 1975 ji svrhl další puč, po němž na místo prezidenta nastoupil dosavadní premiér Francisco Morales Bermúdez. Juan Velasco Alvarado, v té době již vážně nemocný, své svržení přijal.

## Vyznamenání
- Řád osvoboditele generála San Martína – Argentina, 1970
- velkokříž s řetězem Řádu Isabely Katolické – Španělsko, 1970
- Řád Bernarda O'Higginse – Chile, 1971
- Řád andského kondora – Bolívie, 1974
- Řád hvězdy Rumunské socialistické republiky speciální I. třídy – Rumunsko, 1974
- velkokříž s řetězem Řádu osvoboditele – Venezuela, 1974